# Nawal Al Zoghbi
Nawal George Al Zoghbi (en árabe: نوال الزغبي‎, también escrito Nawal El Zoghbi; nacida el 29 de junio de 1972 -Jbeil, Biblos), es una reconocida cantante y actriz libanesa, con una carrera musical de más de 25 años. Conocida como la "Estrella Dorada", alcanzó gran popularidad inicialmente interpretando música árabe tradicional con un enfoque pop, y más tarde incorporando nuevas tendencias musicales en distintos géneros. Fue una de las artistas árabes más destacadas de la década de 1990, lo que la catapultó al estrellato en el mundo árabe. Su éxito también ha trascendido fronteras, logrando reconocimiento en numerosos países europeos y en Norteamérica. Es especialmente recordada por canciones como "Al Layali" (Las noches), "Tool Omry" (Toda mi vida), "Maloum" (No te culpes) y su más reciente éxito, "Ya Mashaer", publicado como sencillo en el año 2025.

## Biografía
Nawal Al Zoghbi nació en la ciudad costera de Jbeil (Biblos), Líbano, en el seno de una familia cristiana maronita. Es la hija mayor, con dos hermanos y una hermana, y posee la ciudadanía libanesa y canadiense. Desde muy joven mostró inclinación por la música, aunque al principio enfrentó la desaprobación familiar debido a las exigencias del estilo de vida artístico. Con el tiempo, su familia reconsideró su postura al notar la seriedad y el compromiso con los que Nawal perseguía su vocación. En 1988, inició su trayectoria pública al participar en el programa de talentos libanés Studio El Fan, marcando así el comienzo de su carrera musical.
En 1990 se casó con el mánager musical libanés Elie Deeb y tuvo tres hijos con él. La pareja se separó legalmente en 2008, y El Zoghbi esperó tres años para que la Iglesia Maronita reconociera su divorcio. A finales de 2009, El Zoghbi obtuvo la custodia de sus tres hijos y en marzo de 2011, su divorcio fue legalizado oficialmente.

## Carrera discográfica

### 1988–1992: Ascenso a la fama
En 1988, El Zoghbi participó en el programa de talentos Studio El Fan en el que demostró una gran voz cantando canciones Tarab, especialmente canciones de su musa y diva Warda, y fue descubierta por el entonces director del programa Simon El Asmar. Sin embargo, El Zoghbi decidió retirarse del programa de talentos.

### 1994–2002: Estrellato
Al Zoghbi se convirtió en la estrella femenina número uno de los noventa, con videoclips, apariencias y estilo revolucionarios.
Desde 1994 hasta 2002, lanzó un álbum casi cada año, reinando como la estrella pop femenina número uno del mundo árabe durante ocho años consecutivos. Cada año entre 1994 y 2002 tuvo al menos un gran éxito de El Zoghbi. Después de sus éxitos revelación Ayza El Radd en 1994 y Balaee Fi Zamany en 1995, cantó en 1996 un famoso dueto con el cantante libanés Wael Kfoury llamado Min Habibi Ana; este dúo se convirtió en la canción del año y de la década.
En 1998, Nawal Al Zoghbi lanzó su álbum más vendido Mandam Aleik seguido por el álbum Maloum en 1999.

### 2004–2006: Nuevo éxito conEineik KaddabeenyYama Alou
Después de un descanso de dos años, su siguiente álbum, Eineik Kaddabeen, fue lanzado en el verano de 2004. Fue acompañado por dos sencillos: Eineik Kaddabeen y Bi'einek. El video de Bi'einek fue dirigido por Nadine Labaki y presentaba a El Zoghbi bailando y cantando en un escenario de fantasía entre sus fans. El video y la canción se hicieron enormemente populares, demostrando el continuo éxito de la "Estrella Dorada", como los fans y los medios llamaron a El Zoghbi.
Inmediatamente después de promocionar ese álbum, El Zoghbi comenzó a trabajar en su próximo proyecto, Yama Alou, mientras lanzaba internacionalmente un álbum recopilatorio de sus grandes éxitos hasta la fecha a través del sello EMI Music Distribution el 24 de noviembre de 2005.
Lanzó el primer sencillo de su próximo álbum Rouhi Ya Rouhi en agosto de 2005, marcando el final de su contrato de cinco años con Pepsi, ya que publicitó la marca por última vez en el videoclip de esta canción.
El siguiente sencillo lanzado de Yama Alou fue Shou Akhbarak en febrero de 2006, que fue un gran éxito en el Líbano. Yama Alou estaba programado para ser lanzado en todo el Oriente Medio el 17 de julio de 2006; sin embargo, debido a los ataques israelíes contra el Líbano, su lanzamiento fue pospuesto. Fue lanzado el 26 de julio de 2006 en Egipto y Arabia Saudita. En las semanas siguientes, estuvo disponible en otros países del Medio Oriente y finalmente fue lanzado en el Líbano el 14 de septiembre de 2006, una vez que la guerra terminó.

### 2007–2008: El rostro de LG mobile yKhalas Sameht
El 23 de marzo de 2007, se anunció que El Zoghbi produciría su próximo álbum con la productora Rotana. Se unió oficialmente a Rotana en una conferencia de prensa en el hotel Movenpick en Beirut el 28 de marzo de 2007. En una conferencia de prensa celebrada por LG Global en Dusit Dubai el 25 de abril de 2007, se anunció que sería el rostro para publicitar los teléfonos celulares LG, que la compañía lanzaría en 2007–2008 en el Oriente Medio. La conferencia contó con la asistencia de una gran multitud de más de 100 medios de comunicación diversos.
El 12 de junio de 2007, El Zoghbi lanzó el video musical de su canción Aghla El Habayib del álbum Yama Alou, que era una continuación de la canción Shou Akhbarak del mismo álbum, y en el que promocionaba el nuevo móvil LG. El 8 de agosto de 2007, El Zoghbi regresó notablemente al Festival de Cartago después de una ausencia de ocho años.
Khalas Sameht fue lanzado el 22 de enero de 2008 en el Líbano natal de El Zoghbi. Fue lanzado internacionalmente al día siguiente. Alcanzó el número 1 en las listas libanesas el primer día y se vendió extremadamente bien la primera semana. El primer video musical del nuevo álbum, titulado Albi Esalou, se mostró por primera vez en los canales de televisión el 5 de febrero de 2008. El álbum fue lanzado oficialmente en una conferencia de prensa en El Cairo, Egipto, el 12 de febrero de 2008, mientras se mantenía en la cima de las listas egipcias durante casi tres meses. Leih Moushtalak, el segundo video musical de Khalas Sameht, fue lanzado el 25 de julio de 2008 y presentaba a El Zoghbi promocionando otra marca, Classy Lenses. No hubo más lanzamientos de este álbum.

### 2009–2010: Nueva gestión y lanzamiento de 3 sencillos
Afectada por su divorcio y en busca de una nueva gestión, El Zoghbi atravesó la fase más difícil tanto en su vida personal como profesional. Comenzó a trabajar en su nuevo álbum en secreto mientras se mantenía en el candelero mediante el lanzamiento de sencillos únicamente.
El 29 de mayo de 2009, El Zoghbi lanzó el sencillo Mona Ainah, que está en el dialecto Khaliji. Comenzó a sonar en las estaciones de radio del Medio Oriente y se presentó por primera vez en el programa de televisión Star Academy 6, el día de su lanzamiento. Después de muchos problemas con Rotana que no quería transmitirlo, Mona Ainah fue lanzado por Melody en octubre de 2009, como un video musical dirigido por Yehya Saade. El Zoghbi gastó su propio dinero para hacer el video.
El Zoghbi dejó Rotana en octubre de 2009 y firmó con Melody, que pasó a producir su próximo álbum, mientras que su gestión ahora estaba a cargo de Pascal Mghames. En el Día de la Madre de 2010 lanzó Faw2 Jrouhi, que fue considerada una canción muy conmovedora que se relacionaba con su propia vida con sus hijos y su exmarido. La canción se difundió rápidamente y recibió mucha cobertura de prensa. También durante el verano de 2010, El Zoghbi lanzó Amanah como sencillo con un video en vivo; la canción fue un éxito moderado durante todo el verano.

### 2011–2012: Regreso conMa'rafsh Leh
En 2011, el 13º álbum de El Zoghbi, Ma'rafsh Leh, fue lanzado con críticas positivas en febrero y fue considerado su álbum de regreso después de tres años sin lanzamientos de álbumes. Tres meses después, filmó Alf w miye, que fue la canción del año, permaneciendo 16 semanas en la posición número uno en las estaciones de radio libanesas y árabes, ya que el video de su canción tuvo más de seis millones de espectadores en YouTube en solo cinco meses.
Más tarde ese año, El Zoghbi actuó en muchos países del mundo árabe, incluyendo Túnez, Argelia, Dubái, Líbano y Catar. La mayoría de sus conciertos fueron transmitidos por televisión. A finales de diciembre de 2011, lanzó su segundo video musical de ese álbum. La canción principal fue Ma'rafsh Leih, otro gran éxito. Otras canciones de los álbumes que no fueron filmadas como videoclips aun así obtuvieron mucho éxito y fueron reproducidas بكثافة en las estaciones de radio; estas incluyeron Ha2oulak Eih y Hona El Qahera. En 2012, El Zoghbi lanzó una versión en vivo de la canción Andak, del mismo álbum. El video fue tomado de una actuación en vivo en Arab Idol y demostró ser uno de los favoritos de los fans.
El álbum de El Zoghbi Ma'rafsh Leih y su exitosa canción Alf W Miye ganaron importantes premios en el Líbano como mejor álbum y mejor canción del año, respectivamente. Fueron considerados como un regreso a la popularidad para El Zoghbi ya que el álbum permaneció más de cuatro meses en el puesto número 1 de las listas de ventas físicas de álbumes de Virgin Megastores en Líbano, Egipto y los Emiratos Árabes Unidos.
Como resultado de este gran éxito, El Zoghbi fue coronada por los Murex d'Or en 2012 como la "Mejor Cantante Femenina Libanesa del Año".

### 2013–2015: Sencillos yMech Mesamha
El Zoghbi lanzó su sencillo Gharibi Hal Denyi en televisión y radio al mismo tiempo el 13 de febrero de 2013. El video de este sencillo debutó en su canal oficial de YouTube y tuvo más de un millón de espectadores en solo dos semanas. Se convirtió en la canción número uno en las listas oficiales del top 20 libanés el 3 de marzo de 2013.
El Zoghbi lanzó su primera canción iraquí, Ghazilni, en mayo de 2013 con una actuación televisiva en el horario estelar de Arab Idol. La canción fue bien recibida por los fans y los críticos musicales, y entró en el top 10 de la mayoría de las listas de reproducción en el mundo árabe. Alcanzó el número 7 en las listas oficiales del Top 20 libanés el 9 de junio de 2013.
El Zoghbi terminó 2013 con una nota alta al ganar los codiciados premios "Mejor Cantante Libanesa", "Mejor Canción" y "Mejor Videoclip" por su sencillo Gharibi Hal Denyi en los Premios OTV 2013. La ceremonia se celebró en Beirut por primera vez este año y fue organizada por OTV Network, un canal de televisión local libanés. Los resultados se basaron en el voto del público.
En 2014, El Zoghbi ganó "Mejor Cantante Libanesa con éxito continuo" y "Vestido Más Elegante de 2014″ en los premios Murex d'Or. A lo largo del año, El Zoghbi apareció en programas de televisión de alta audiencia, incluyendo Mr Líbano 2014 y Star Academy. Sus apariciones en estos eventos fueron con vestidos hechos por Zuhair Murad.
El Zoghbi terminó el año lanzando un nuevo sencillo, Wala Bahebak, bajo Alam Al Fan, y el videoclip fue lanzado por Mazzika el 1 de enero de 2015.
El Zoghbi finalmente lanzó su álbum Mech Mesamha el 27 de agosto de 2015, bajo el sello musical Mazzika. El álbum contenía sencillos lanzados anteriormente, así como nuevas canciones, incluyendo el éxito Ya Gadaa, que fue filmado en Rumania con el director Joe Bou Eid.

### 2016 – Presente:
Desde 2016 hasta la actualidad, Nawal El Zoghbi ha lanzado una amplia variedad de sencillos que han logrado gran difusión a través de las redes sociales y las principales plataformas de música digital.

### Sencillos
Lista de sencillos de Nawal El Zoghbi desde 2016:

### 2016
- Am Behki Maa Hali
- Tewallaa

### 2017
- Mafish Zayo
- Al Nas Al Ozzaz
- Caramel
- Bhebo Ktir
- Haseb Nafsak
- Tool Omry
- Nujoom El Sama
- Habbeytoh
- Kam Layla
- Ala Fein
- Byehku Annak
- Alyama
- Nasini Leeh
- Ma Indi Shak
- Bladi
- Habbak Bioyouni Maktoub
- Wadi La Oyounak
- El Layali
- El Mammnoua Marghoub
- Bain Elbareh Wa Elyoum
- Leh Meshtakalak
- Malom
- Daloona
- Ghaierly Hayati
- Tia
- Sawt Al Hodoo
- Bel Aleb

### 2018
- La Telaab Maaya
- Alou
- Burj Al Hamal
- Bil Alb
- Kedya Omry Wana Ahbh

### 2019
- Meet Wagaa
- El Gamal Le Naso
- Gowa Albo
- Mosh Khayfa
- Keda Bye
- Mahhayi
- Le Brasi Amelto
- Ayam Saaba
- Ah Ya Sidy
- Lamma Btehseba
- Badak Tes'al Alaya

### 2021
- No'ta Entaha
- Bakalem Khayali
- Asaad Lahza
- El Aweya
- Albi Ala Albo

### 2023
- Ahleflak Belhob
- Rayto
- Rayto (Live)

### 2024
- Bahki Annak
- Men Paris

### 2025
- Ya Habaib
- Ya Mashae

## Albums
- Wehyati Andak (1992)
- Ayza El Radd (1994)
- Bala2ee Fi Zamany (1995)
- Jadid (compilation album) (1996)
- Habeit Ya Leil (1997)
- Mandam Aleik (1998)
- Maloum (1999)
- El Layali (2000)
- Tool Omri (2001)
- Elli Tmaneito (2002)
- Eineik Kaddabeen (2004)
- Greatest Hits (Compilation album) (2005)
- Yama Alou (2006)
- Khalas Sameht (2008)
- Ma'rafsh Leh (2011)
- Mesh Mesamha (2015)
- Keda Bye (2019)[19]

## Campañas publicitarias internacionales

### Pepsi
El Zoghbi fue la primera cantante árabe en colaborar con Pepsi en cuatro anuncios.

### LG
El Zoghbi fue el rostro del móvil LG Shine en el Oriente Medio en 2007. Apareció con el teléfono en su video musical Aghla el habayeb del álbum Yama Alou.

### Classy Lenses
El Zoghbi publicitó la marca Classy Lenses y apareció con ellos en su video musical para Leh Moushtakalak 2008 del álbum Khalas Sameht.

### Bonja Bags
En el verano de 2013, El Zoghbi se convirtió en el rostro de Bonja Bags con enormes vallas publicitarias.

## Videos Musicales
| Year | Title             | Album                 |
| ---- | ----------------- | --------------------- |
| 1990 | Jayi Jayshak      |                       |
| 1994 | Ayza El Radd      | Ayza El Radd          |
| 1995 | Balaee Fi Zamany  | Balaee Fi Zamany      |
| 1995 | Wala Bihemini     | Balaee Fi Zamany      |
| 1996 | Meen Habibi Ana   | Duet with Wael Kfoury |
| 1997 | Habeit Ya Leil    | Habeit Ya Leil        |
| 1997 | Noss El Alb       | Habeit Ya Leil        |
| 1997 | Gharib Al Raai    | Habeit Ya Leil        |
| 1998 | Mandam Aleik      | Mandam Aleik          |
| 1998 | Galbi Daq         | Mandam Aleik          |
| 1998 | Ala Bali          | Mandam Aleik          |
| 1999 | Dalouna           | Maloum                |
| 1999 | Maloum            | Maloum                |
| 1999 | Tia               | Maloum                |
| 2000 | El Layali         | El Layali             |
| 2001 | Tool Omri         | Tool Omri             |
| 2001 | Haseb Nafsak      | Tool Omri             |
| 2002 | Elli Tmaneito     | Elli Tmaneito         |
| 2003 | Bilbaklak         | Elli Tmaneito         |
| 2004 | Bieinak           | Eineik Kaddabeen      |
| 2004 | Eineik Kaddabeen  | Eineik Kaddabeen      |
| 2005 | Rouhi Ya Rouhi    | Yama Alou             |
| 2006 | Shou Akhbarak     | Yama Alou             |
| 2006 | Yama Alou         | Yama Alou             |
| 2006 | Aadi              | Yama Alou             |
| 2007 | Aghla el Habayib  | Yama Alou             |
| 2008 | Albi Isa'lo       | Khalas Sameht         |
| 2008 | Leih Moushta'alak | Khalas Sameht         |
| 2009 | Mona Ainah        | Ma'rafsh Leh          |
| 2011 | Alf We Miyi       | Ma'rafsh Leh          |
| 2011 | Ma'rafsh Leh      | Ma'rafsh Leh          |
| 2013 | Gharibi Hal Denyi | Mesh Mesamha          |
| 2015 | Wala Bahebak      | Mesh Mesamha          |
| 2015 | Ya Gadaa          | Mesh Mesamha          |
| 2016 | Am Behki Maa Hali | Sencillo              |
| 2017 | Tewallaa          | Sencillo              |
| 2017 | Bhebbo Ktir       | Sencillo              |
| 2018 | La Telaab Maaya   | Sencillo              |
| 2018 | Alou              | Sencillo              |
| 2018 | Bourj Al Hamal    | Sencillo              |
| 2019 | Sabah Sabah       | Keda Bye              |
| 2019 | Gowa Albo         | Keda Bye              |
| 2019 | Keda Bye          | Keda Bye              |
| 2021 | Aakli wekef       | Sencillo              |
| 2021 | Orkoss            | Sencillo              |
| 2021 | Alieh Ebtesama    | Sencillo              |
| 2021 | Aks Tabiaa        | Sencillo              |
| 2023 | Rayto             | Sencillo              |
| 2024 | Fakhamet Maalik   | Sencillo              |
| 2024 | Men París         | Sencillo              |
| 2025 | Ya Habaib         | Sencillo              |
| 2025 | Ya Mashaer        | Sencillo              |
| 2025 | Madi W Fat        | Sencillo              |

## Premios

### 1997
- Premio "Lions" a la mejor cantante en Líbano y Jordania
- "Mejor Cantante Femenina" en Líbano
- "Mejor Cantante Femenina" en el Mundo Árabe[23]

### 1998
- "Mejor Cantante" en los EAU[23]

### 1999
- "Primera Cantante Árabe"[23]
- Mejor Artista Femenina (Jordania)
- Mejor Artista Femenina (Líbano)
- Mejor Artista Femenina (Egipto)
- Artista del Año

### 2000
- Mejor Cantante Libanesa
- Mejor Cantante Árabe (Egipto)

### 2002
- Mejor Álbum – Dubái[23]
- Mejor Cantante – Egipto[23]

### 2004
- Murex d'Or: Mejor Cantante Femenina Libanesa del Año[23]
- Arab Music Awards: Mejor Cantante Femenina
- Arab Music Awards: Mejor Canción en General
- Mejor Cantante Árabe (Egipto)
- Mejor Álbum (Líbano)
- Mejor Cantante Libanesa

### 2005
- Mejor Cantante Árabe (Egipto)[23]

### 2006
- Mejor Cantante Árabe (T-A-C)
- Álbum del Año Yama Alou (T-A-C)
- Canción del Año Yama Alou (T-A-C)
- Videoclip del Año Yama Alou (T-A-C)
- Mejor Canción Bailable del Año Yama Alou (T-A-C)
- Mejor Álbum Yama Alou (Lebanon Entertainment—LE)
- Mejor Canción Yama Alou (Lebanon Entertainment—LE)
- Mejor Video Yama Alou (Lebanon Entertainment—LE)
- Mejor Canción Bailable Yama Alou (Lebanon Entertainment—LE)
- Artista de la Semana- 10 Veces (Lebanon Entertainment—LE)
- Artista del Año (Lebanon Entertainment—LE)
- Mejores Fans para una cantante (Lebanon Entertainment—LE)
- Mejor Artista Árabe (Arabian Awards)
- Premio a la Mejor Cantante Femenina por AUST (Líbano)[23]

### 2007
- Mejor Cantante Árabe (T-A-C)
- Canción del Año Aghla El Habayeb (T-A-C)
- Videoclip del Año Aghla El Habayeb (T-A-C)
- Mejor Canción Bailable del Año Adi (T-A-C)
- Mejor Canción Aghla El Habayeb (Lebanon Entertainment—LE)
- Mejor Video Aghla El Habayeb (Lebanon Entertainment—LE)
- Mejor Canción Bailable Adi (Lebanon Entertainment—LE)
- Mejor Canción Libanesa Aghla El Habayeb (Lebanon Entertainment—LE)
- Mejor Canción Khaliji por Adi (Lebanon Entertainment—LE)
- Artista del Año (Lebanon Entertainment—LE)
- Mejores Fans para una cantante (Lebanon Entertainment—LE)
- Mejor Grupo de Fans (Lebanon Entertainment—LE)
- Mejor Sitio Web (Lebanon Entertainment—LE)
- Ídolo de la Moda (Lebanon Entertainment—LE)
- Mejor Concierto "Cartago" (Lebanon Entertainment—LE)
- Mejor Artista en Aparición en Programa de TV por Kanat Khamas Noujoum
- Ganadora Estrella por Votación (Lebanon Entertainment—LE)
- Mejor Artista Árabe (Arabian Awards)
- Artista del Año (JE Awards)
- Álbum Dulex de Oro (JE Awards)
- Artista Femenina Favorita (JE Awards)
- Artista Mejor Vestida (JE Awards)
- Mejor Álbum del Año Yama Alou (JE Awards)
- Mejor Canción Khaliji por Adi (JE Awards)
- Video del Año Aghla El Habayeb (JE Awards)

### 2008
- Leih Moshta2alak – Mejor Canción – Murex d'Or
- Mejor Canción – Leih Moshta2alak MEMA

### 2009
- Artista Más Exitosa - Rotana (El Mánager)
- Honrada en Malasia
- Clasificada 5ª en la lista de las Mujeres Árabes Más Sexys y Deseadas en 2009

### 2011
- Álbum de Ventas de Platino del Año – Virgin
- Primer Álbum Candidato al Premio de Música del Mundo Árabe

### 2012
- Mejor Cantante Femenina Libanesa del Año (Murex d'Or)

### 2013
- Mejor cantante libanesa (Premios OTV 2013)
- Mejor Canción y Videoclip por Gharibi Hal Dinyi (Premios OTV 2013)

### 2014
- Mejor Cantante Libanesa con éxito continuo (Murex d'Or)